# Eldridge Cleaver
Leroy Eldridge Cleaver (31 de agosto de 1935 – 1º de maio de 1998) foi um escritor estadunidense, ativista político e uma das lideranças iniciais do Partido dos Panteras Negras.
Em 1968, Cleaver escreveu Soul on Ice, uma reunião de ensaios que, à época do lançamento, foi elogiado pelo  The New York Times Book Review como "brilhante e revelador". Cleaver afirmou em Soul on Ice: "Se um homem como Malcolm X pôde mudar e repudiar o racismo, se eu mesmo e outros ex-muçulmanos podemos mudar, se jovens brancos podem mudar, então há esperança para os Estados Unidos."
Cleaver progrediu até se tornar um membro proeminente dos Panteras Negras, chegando a ter os títulos de Ministro da Informação e Chefe da Seção Internacional dos Panteras, enquanto estava foragido da justiça dos Estados Unidos em Cuba e na Argélia. Tornou-se fugitivo após liderar uma emboscada contra policiais de Oakland, na qual dois ficaram feridos. Cleaver também ficou ferido, e o pantera Bobby Hutton foi morto. Enquanto editor do jornal oficial dos Panteras Negras, The Black Panther, a influência de Cleaver sobre a direção do Partido só se rivalizava com a dos fundadores, Huey P. Newton e Bobby Seale. Cleaver e Newton ao cabo romperam, resultando num racha que enfraqueceu o partido.
Depois de passar sete anos em exílio em Cuba, Argélia e França, Cleaver voltou para os EUA em 1975, onde se envolveu com vários grupos religiosos (como a Igreja da Unificação) antes de aderir aos mórmons e se tornar um conservador republicano.

## Infância, juventude e prisões
Eldridge Cleaver nasceu em Wabbaseka, Arkansas. Ainda criança, mudou-se com sua numerosa família para Phoenix (Arizona), e por fim para Los Angeles. Era filho de Leroy Cleaver e Thelma Hattie Robinson. Tinha quatro irmãos: Wilhelima Marie, Helen Grace, James Weldon, e Theophilus Henry.
Adolescente, envolveu-se numa infração penal (petty crime) e cumpriu pena em um reformatório. Aos dezoito anos, foi condenado pelo crime (felony) de posse de drogas (maconha) e mandado para a prisão adulta de Soledad (Califórnia). Em 1958, foi condenado por estupro e agressão (assault) sem intenção de matar, e cumpriu a pena nas prisões estaduais de Folsom e San Quentin. Na prisão, ganhou uma cópia do Manifesto Comunista.
Cleaver foi solto sob condicional em 12 de Dezembro de 1966, com uma liberação na data de 20 de Março de 1971. Em 1968, foi preso por violação da condicional pela associação com indivíduos de má reputação, e controle e posse de armas de fogo. Cleaver solicitou habeas corpus. Conseguiu-o, e o valor da fiança estabelecido pela corte foi de cinquenta mil dólares.

## Partido dos Panteras Negras
Cleaver saiu da prisão em 12 de Dezembro de 1966. Escrevia para a revista Ramparts e organizava esforços para revitalizar a Organização da Unidade Afro-Americana. O Partido dos Panteras Negras tinha apenas dois meses de idade. Juntou-se ao partido, sediado em Oakland, atuando como Ministro da Informação, ou porta-voz. O que atraiu Cleaver inicialmente foi o compromisso dos Panteras com a luta armada.
Em 1967, Cleaver, junto com Marvin X, Ed Bullins e Ethna Wyatt, formou em São Francisco (Califórnia) o Centro Político-Cultural Casa Negra. Amiri Baraka, Sonia Sanchez, Askia Toure, Sarah Webster Fabio, Art Ensemble of Chicago, Avotcja, Reginald Lockett, Emory Douglas, Samuel Napier, Bobby Hutton, Huey Newton, e Bobby Seale eram frequentadores da Casa Negra. No mesmo ano, casou-se com Kathleen Neal Cleaver, com quem teria o filho Ahmad Maceo Eldridge (nascido em 1969, na Argélia e morto em 2018 na Arábia Saudita) e a filha Joju Younghi (nascida em 31 de julho de 1970 na Coreia do Norte).

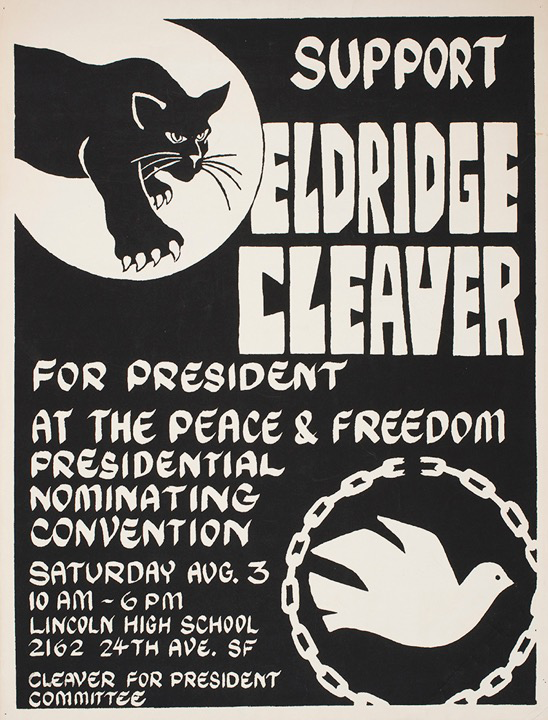
Cartaz da campanha presidencial de Cleaver

Cleaver foi candidato à presidência dos Estados Unidos em 1968 na cédula do Partido Paz e Liberdade, embora só fosse atingir a idade mínima mais de um ano após a posse do cargo em 69. A Constituição dos Estados Unidos exige que o presidente tenha no mínimo 35 anos de idade, sem especificar se a idade tem que ser atingida já na candidatura ou só na posse. Assim, as cortes dos estados do Havaí e de Nova Iorque decidiram que ele deveria ser excluído da cédula de votação porque nunca poderia cumprir os critérios constitucionais. Cleaver e seu par, Judith Mage, receberam 36 571 votos (0,05%).[carece de fontes?]
Em decorrência do assassinato de Martin Luther King, ocorrido em 4 de Abril de 1968, houve protestos por todo o país. Em 6 de Abril, Cleaver e outros Panteras armaram uma emboscada para os policiais de Oakland. Cleaver e dois policiais foram feridos, e um Pantera de dezessete anos chamado Bobby Hutton foi morto. Os Panteras estavam armados com rifles M16 e escopetas. Em 1980, Cleaver admitiu que conduziu o grupo dos Panteras para uma emboscada deliberada contra os policiais, provocando assim o tiroteio. Cleaver foi condenado a prestar serviços comunitários depois de ser acusado pela agressão a três policiais de Oakland. O documentário da PBS A Huey Newton Story alega quet "Bobby Hutton recebeu mais de doze tiros depois de se render e tirar até as cuecas para provar que não estava armado."
Acusado de tentativa de homicídio depois do incidente, Cleaver saiu sob fiança e fugiu para Cuba no fim de 1968. De início, recebeu do governo cubano luxuosa hospitalidade, mas isso acabou quando Fidel Castro recebeu a informação de que a CIA estava se infiltrando no Partido dos Panteras Negras. Cleaver decidiu partir para a Argélia, e enviou mensagem mandando que a mulher o encontrasse lá. Elaine Klein regularizou sua condição por meio de um convite para comparecer ao festival cultural panafricano, deixando-o assim temporariamente livre de processos penais. O festival lhe permitiu travar relações com revolucionários de toda a África para discutir os perigos da supremacia branca e do colonialismo. Cleaver se destacou em sua convocação à violência contra os Estados Unidos, contribuindo com sua missão para "situar os Panteras no campo revolucionário nacionalista dentro dos Estados Unidos e colocá-los como discípulos de Fanon no palco do mundo." Cleaver criou um escritório internacional para os Panteras Negras na Argélia. Depois de fugir da prisão com ajuda da Weather Underground, Timothy Leary ficou com Cleaver em Argel. Não obstante, Cleaver decretou a "prisão revolucionária" de Leary, qualificando-o como contrarrevolucionário por promover o uso de drogas.
Cleaver também cultivou uma aliança com a Coreia do Norte em 1969, e as publicações do Partido dos Panteras Negras começaram a reproduzir excertos dos escritos de Kim Il-sung. Embora os esquerdistas da época costumassem olhar para Cuba, China e Vietnã do Norte como inspiração, poucos atentaram ao secretíssimo regime de Pionguiangue. Driblando as restrições estadunidenses às viagens para a Coreia do Norte, Cleaver e outros Panteras fizeram duas visitas ao país entre 1969 e 1970, pensando que o modelo juche poderia ser adaptado à liberação dos afroamericanos. Conduzido por um tour oficial pela Coreia do Norte, Cleaver expressou sua admiração pela "sociedade da República Democrática da Coreia, estável e livre de crimes, que garantia comida, emprego e moradia para todos, e que não tinha nenhuma desigualdade econômica ou social".
Byron Vaughn Booth (ex-Ministro da Defesa do Partido dos Panteras Negras) alegou que, depois de uma viagem para a Coreia do Norte, Cleaver descobriu que sua mulher estava tendo um caso com Clinton Robert Smith Jr. Booth contou ao FBI que vira Cleaver atirar e matar Smith com um AK47. Elaine Mokhtefi, no London Review of Books, escreve que Cleaver confessou o assassinato para ela pouco depois de cometê-lo.
Depois Cleaver saiu da Coreia do Norte alegando que o ambiente era opressivo demais.
Em seu livro de book, Soul on Fire, Cleaver fez várias alegações acerca do seu exílio na Argélia, incluindo que era sustentado com
estipêndios regulares do governo do Vietnã do Norte, que os Estados Unidos então bombardeavam. Cleaver afirmou que foi seguido por outros criminosos comuns que se transformaram em revolucionários, muitos dos quais sequestraram aviões para chegar à Argélia. Exemplos são Booth e Smith.

## Ruptura e novos rumos
Eldridge Cleaver e Huey Newton terminaram por divergir por causa da necessidade da luta armada como ma resposta ao COINTELPRO e outras ações do governo contra os Panteras Negras e outros grupos radicais. Ademais, o interesse de Cleaver pela Coreia do Norte e pela luta anti-imperialista global atraiu a fúria de outros membros do partido, que achavam que ele negligenciava as necessidades dos afroamericanos nos Estados Unidos. Após sua expulsão do partido, ocorrida em 1971, as ligações do grupo com a Coreia do Norte foram logo esquecidas. Cleaver defendeu a escalada rumo a uma guerrilha urbana, ao passo que Newton sugeria que o melhor jeito de responder era abandonar as armas (as quais, segundo ele, alienavam os Panteras da comunidade negra) e focar em atividades mais reformistas, fazendo lobby por programas para a comunidade e leis antidiscriminação. Cleaver acusou Newton de se um Uncle Tom por escolher cooperar com os interesses brancos em vez de eliminá-los.

## Maturidade e senectude
No começo da década de 1980, Cleaver ficou desiludido com o que via como a natureza comercial da cristandade evangélica, e examinou alternativas, como a organização CARP, do norte-coreano Sun Myung Moon. Depois, aderiu a um ministério do avivamento como Eldridge Cleaver Crusades, "uma síntese híbrida do Islã e da Cristandade que chamou de 'Cristlã'", junto com outros auxiliares chamados de Guardiães do Esperma.
Cleaver depois foi batizado como mórmon n' A Igreja de Jesus Cristo dos Santos dos Últimos Dias em 11 de Dezembro de 1983, atendeu periodicamente aos serviços regulares, palestrou a convite nas reuniões da igreja.
Em meados da década de 1980, Cleaver se tornou um conservador republicano. Compareceu a vários eventos dos republicanos e, no encontro da Central Republicana Estadual da Califórnia, palestrou sobre sua transformação política. Em 1984, concorreu para a eleição do Concelho Municipal de Berkeley, mas perdeu. Sem se abalar, promoveu nas primárias do Partido Republicano sua candidatura ao senado em 1986, mas perdeu outra vez. No ano seguinte, seu casamento de 20 anos com Kathleen Neal Cleaver chegou ao fim.
Em 1988, Cleaver foi posto em condicional (probation) por invasão de domicílio (burglary) e foi brevemente encarcerado depois de o exame resultar positivo para consumo de cocaína. Dois anos depois, começou um tratamento de reabilitação por causa do vício em crack, mas foi preso por posse de drogas pelas polícias de Oakland e Berkeley em 1992 and 1994. Pouco depois do sua última prisão, mudou-se para o Sul da Califórnia e sua saúde se deteriorou.
Morreu aos 62 anos, em 1º de Maio de 1998, no Pomona Valley Hospital Medical Center, em Pomona, Califórnia. Está enterrado no cemitério, em Altadena (Califórnia).

## Soul on Ice(1968)
Tornei-me um estuprador. Para refinar minha técnica e modus operandi, comecei praticando com garotas negras no gueto – no gueto negro onde ações sombrias e viciosas não parecem aberrações ou desvios da norma, mas como parte da suficiência do Mal do quotidiano – e quando eu me julguei ligeiro o bastante, cruzei os rastros e busquei presa branca. Eldridge Cleaver, Soul on Ice. Delta Books: 1968, p. 33.
Na prisão, Cleaver escreveu ensaios filosóficos e políticos. Foram publicados primeiro na revista Ramparts, e em seguida na forma de livro com o título Soul on Ice, ou, literalmente, A alma no gelo.
Na parte mais controversa do livro, Cleaver admite que cometeu estupros. Afirma que começou estuprando negras no gueto "para praticar" e depois se entregou ao estupro de brancas. Descreveu esses crimes como politicamente inspirados, motivados por uma genuína convicção de que o estupro de mulheres brancas era "um ato de insurreição".
Os ensaios em Soul on Ice dividem-se em quatro seções temáticas: "Cartas da prisão", descrevendo as experiências e pensamentos de Cleaver relativas ao crime e às prisões; "Sangue da besta", discutindo as relações raciais e promovendo a ideologia da liberação negra; "Prelúdio ao amor – Três Cartas", cartas de amor escritas para a advogada de Cleaver, Beverly Axelrod; e "Mulher branca, homem negro", sobre relações de gênero, masculinidade negra e sexualidade negra.
No Brasil, o livro foi publicado em 1971 pela Civilização Brasileira com o título Alma no Exílio.